# Lista di asteroidi (461001-462000)
Di seguito una lista di asteroidi dal numero 461001 al 462000 con data di scoperta e scopritore.

## 461001-461100
| Nome     | Designazione provvisoria | Data di scoperta  | Scopritore           |
| -------- | ------------------------ | ----------------- | -------------------- |
| 461001 - | 2014 WN361               | 3 ottobre 2006    | Mt. Lemmon Survey    |
| 461002 - | 2014 WZ361               | 2 marzo 2005      | LINEAR               |
| 461003 - | 2014 WG367               | 11 febbraio 2004  | Spacewatch           |
| 461004 - | 2014 WZ372               | 10 marzo 2011     | Spacewatch           |
| 461005 - | 2014 WE377               | 24 ottobre 2008   | Spacewatch           |
| 461006 - | 2014 WE382               | 8 gennaio 2010    | Mt. Lemmon Survey    |
| 461007 - | 2014 WH382               | 9 febbraio 2005   | Spacewatch           |
| 461008 - | 2014 WM382               | 21 settembre 2009 | Spacewatch           |
| 461009 - | 2014 WT385               | 22 maggio 2006    | Spacewatch           |
| 461010 - | 2014 WF387               | 27 febbraio 2006  | Spacewatch           |
| 461011 - | 2014 WM388               | 10 febbraio 2008  | Spacewatch           |
| 461012 - | 2014 WR388               | 17 novembre 2009  | Mt. Lemmon Survey    |
| 461013 - | 2014 WV388               | 25 agosto 2008    | Siding Spring Survey |
| 461014 - | 2014 WR392               | 10 gennaio 2002   | CINEOS               |
| 461015 - | 2014 WP396               | 30 gennaio 2006   | Spacewatch           |
| 461016 - | 2014 WS398               | 29 luglio 2008    | Spacewatch           |
| 461017 - | 2014 WC399               | 8 giugno 2007     | Spacewatch           |
| 461018 - | 2014 WP401               | 19 ottobre 2007   | Spacewatch           |
| 461019 - | 2014 WW401               | 22 gennaio 2006   | Mt. Lemmon Survey    |
| 461020 - | 2014 WE406               | 28 dicembre 2005  | Mt. Lemmon Survey    |
| 461021 - | 2014 WQ407               | 7 ottobre 2008    | Spacewatch           |
| 461022 - | 2014 WO421               | 15 gennaio 2005   | Spacewatch           |
| 461023 - | 2014 WU429               | 18 dicembre 2009  | Mt. Lemmon Survey    |
| 461024 - | 2014 WV430               | 1º dicembre 2003  | Spacewatch           |
| 461025 - | 2014 WJ432               | 28 ottobre 2008   | Spacewatch           |
| 461026 - | 2014 WY444               | 18 dicembre 2003  | LINEAR               |
| 461027 - | 2014 WS445               | 12 ottobre 1998   | Spacewatch           |
| 461028 - | 2014 WA457               | 25 novembre 2005  | Spacewatch           |
| 461029 - | 2014 WK463               | 6 ottobre 2008    | Mt. Lemmon Survey    |
| 461030 - | 2014 WN475               | 22 maggio 2006    | Spacewatch           |
| 461031 - | 2014 WR475               | 3 maggio 2006     | Spacewatch           |
| 461032 - | 2014 WM482               | 29 ottobre 2005   | CSS                  |
| 461033 - | 2014 WW489               | 10 aprile 2002    | LINEAR               |
| 461034 - | 2014 WU490               | 30 novembre 1995  | Spacewatch           |
| 461035 - | 2014 WW490               | 27 dicembre 2006  | Mt. Lemmon Survey    |
| 461036 - | 2014 WB491               | 26 marzo 2006     | Spacewatch           |
| 461037 - | 2014 WD493               | 9 ottobre 2007    | Mt. Lemmon Survey    |
| 461038 - | 2014 WB499               | 19 novembre 1998  | Spacewatch           |
| 461039 - | 2014 WX499               | 8 novembre 2009   | CSS                  |
| 461040 - | 2014 WT501               | 13 febbraio 2010  | LINEAR               |
| 461041 - | 2014 WC503               | 4 dicembre 2005   | Spacewatch           |
| 461042 - | 2014 WE503               | 31 agosto 2000    | LINEAR               |
| 461043 - | 2014 WL503               | 9 ottobre 2008    | CSS                  |
| 461044 - | 2014 WT504               | 26 settembre 2009 | Spacewatch           |
| 461045 - | 2014 XO8                 | 1º ottobre 2003   | LONEOS               |
| 461046 - | 2014 XZ12                | 20 novembre 2001  | LINEAR               |
| 461047 - | 2014 XC15                | 16 dicembre 2004  | Spacewatch           |
| 461048 - | 2014 XA17                | 26 ottobre 2003   | Spacewatch           |
| 461049 - | 2014 XF17                | 29 settembre 2008 | Mt. Lemmon Survey    |
| 461050 - | 2014 XN17                | 1º maggio 2012    | Mt. Lemmon Survey    |
| 461051 - | 2014 XG18                | 10 giugno 2007    | Spacewatch           |
| 461052 - | 2014 XG19                | 23 ottobre 2009   | Spacewatch           |
| 461053 - | 2014 XQ25                | 30 settembre 2003 | Spacewatch           |
| 461054 - | 2014 XR25                | 28 dicembre 2005  | Spacewatch           |
| 461055 - | 2014 XP26                | 29 dicembre 1997  | Spacewatch           |
| 461056 - | 2014 XF28                | 5 gennaio 2006    | CSS                  |
| 461057 - | 2014 XS38                | 26 novembre 2003  | Spacewatch           |
| 461058 - | 2014 YQ5                 | 14 novembre 1996  | Spacewatch           |
| 461059 - | 2014 YC11                | 11 febbraio 2011  | Mt. Lemmon Survey    |
| 461060 - | 2014 YF11                | 30 settembre 2008 | CSS                  |
| 461061 - | 2014 YE13                | 1º ottobre 2009   | Mt. Lemmon Survey    |
| 461062 - | 2014 YG17                | 8 ottobre 2005    | LONEOS               |
| 461063 - | 2014 YP19                | 19 novembre 2009  | Spacewatch           |
| 461064 - | 2014 YW20                | 3 luglio 1995     | Spacewatch           |
| 461065 - | 2014 YR23                | 28 ottobre 2008   | Mt. Lemmon Survey    |
| 461066 - | 2014 YS23                | 29 marzo 2010     | WISE                 |
| 461067 - | 2014 YC26                | 28 ottobre 2005   | Mt. Lemmon Survey    |
| 461068 - | 2014 YW27                | 11 aprile 2005    | Spacewatch           |
| 461069 - | 2014 YK29                | 18 novembre 2008  | Spacewatch           |
| 461070 - | 2014 YT37                | 11 aprile 2007    | Spacewatch           |
| 461071 - | 2014 YT42                | 1º febbraio 2005  | Spacewatch           |
| 461072 - | 2014 YR44                | 27 dicembre 2005  | Mt. Lemmon Survey    |
| 461073 - | 2015 AX                  | 6 aprile 2011     | Mt. Lemmon Survey    |
| 461074 - | 2015 AU3                 | 22 gennaio 1993   | Spacewatch           |
| 461075 - | 2015 AA4                 | 4 gennaio 2010    | Spacewatch           |
| 461076 - | 2015 AN10                | 18 settembre 2007 | Spacewatch           |
| 461077 - | 2015 AM11                | 13 settembre 2007 | Mt. Lemmon Survey    |
| 461078 - | 2015 AZ26                | 3 dicembre 2008   | Mt. Lemmon Survey    |
| 461079 - | 2015 AE33                | 12 febbraio 2004  | Spacewatch           |
| 461080 - | 2015 AW34                | 9 maggio 2006     | Mt. Lemmon Survey    |
| 461081 - | 2015 AJ49                | 4 gennaio 2010    | Spacewatch           |
| 461082 - | 2015 AJ86                | 22 luglio 2003    | CINEOS               |
| 461083 - | 2015 AX91                | 10 agosto 2012    | Spacewatch           |
| 461084 - | 2015 AX130               | 2 febbraio 2006   | Mt. Lemmon Survey    |
| 461085 - | 2015 AK145               | 6 aprile 2005     | Spacewatch           |
| 461086 - | 2015 AU175               | 7 maggio 2011     | Spacewatch           |
| 461087 - | 2015 AA185               | 19 gennaio 2004   | Spacewatch           |
| 461088 - | 2015 AW198               | 20 marzo 2007     | Spacewatch           |
| 461089 - | 2015 AL214               | 26 dicembre 2006  | Spacewatch           |
| 461090 - | 2015 AE257               | 25 dicembre 2005  | Spacewatch           |
| 461091 - | 2015 AP273               | 19 aprile 2010    | WISE                 |
| 461092 - | 2015 BR5                 | 9 dicembre 2004   | CSS                  |
| 461093 - | 2015 BJ37                | 10 dicembre 2004  | LINEAR               |
| 461094 - | 2015 BX38                | 15 marzo 2004     | Spacewatch           |
| 461095 - | 2015 BY56                | 3 marzo 2005      | CSS                  |
| 461096 - | 2015 BH62                | 16 maggio 2010    | WISE                 |
| 461097 - | 2015 BU74                | 16 febbraio 2010  | Spacewatch           |
| 461098 - | 2015 BP75                | 15 gennaio 2004   | Spacewatch           |
| 461099 - | 2015 BR97                | 12 giugno 2004    | Siding Spring Survey |
| 461100 - | 2015 BA108               | 14 ottobre 2009   | Mt. Lemmon Survey    |

## 461101-461200
| Nome     | Designazione provvisoria | Data di scoperta  | Scopritore        |
| -------- | ------------------------ | ----------------- | ----------------- |
| 461101 - | 2015 BF114               | 5 maggio 2010     | WISE              |
| 461102 - | 2015 BU206               | 16 settembre 2009 | CSS               |
| 461103 - | 2015 BJ207               | 22 gennaio 2004   | LINEAR            |
| 461104 - | 2015 BH214               | 9 maggio 2010     | WISE              |
| 461105 - | 2015 BJ218               | 13 febbraio 2010  | Mt. Lemmon Survey |
| 461106 - | 2015 BT218               | 11 settembre 2007 | Spacewatch        |
| 461107 - | 2015 BU222               | 17 novembre 2007  | Spacewatch        |
| 461108 - | 2015 BO227               | 13 febbraio 2010  | CSS               |
| 461109 - | 2015 BF368               | 21 settembre 1995 | Spacewatch        |
| 461110 - | 2015 BX413               | 13 marzo 2010     | Spacewatch        |
| 461111 - | 2015 BZ516               | 22 febbraio 2006  | LONEOS            |
| 461112 - | 2015 CO8                 | 15 febbraio 2010  | Spacewatch        |
| 461113 - | 2015 CR35                | 5 aprile 2000     | LINEAR            |
| 461114 - | 2015 CG36                | 15 febbraio 2004  | LINEAR            |
| 461115 - | 2015 DG22                | 20 gennaio 1996   | Spacewatch        |
| 461116 - | 2015 DL117               | 3 ottobre 2013    | Spacewatch        |
| 461117 - | 2015 DD145               | 3 febbraio 2009   | Mt. Lemmon Survey |
| 461118 - | 2015 DR146               | 21 dicembre 2003  | Spacewatch        |
| 461119 - | 2015 DX147               | 26 agosto 2001    | Spacewatch        |
| 461120 - | 2015 DE177               | 3 maggio 1994     | Spacewatch        |
| 461121 - | 2015 DC178               | 10 febbraio 2002  | LINEAR            |
| 461122 - | 2015 FY                  | 9 febbraio 2010   | Spacewatch        |
| 461123 - | 2015 OL22                | 3 agosto 2010     | WISE              |
| 461124 - | 2015 RX73                | 13 settembre 2007 | Mt. Lemmon Survey |
| 461125 - | 2015 RC83                | 2 novembre 2007   | Mt. Lemmon Survey |
| 461126 - | 2015 RH116               | 19 gennaio 1996   | Spacewatch        |
| 461127 - | 2015 RD151               | 11 ottobre 2007   | Mt. Lemmon Survey |
| 461128 - | 2015 RX196               | 21 ottobre 2006   | Mt. Lemmon Survey |
| 461129 - | 2015 RK234               | 1º febbraio 2012  | Spacewatch        |
| 461130 - | 2015 RJ235               | 5 gennaio 2006    | Spacewatch        |
| 461131 - | 2015 TS2                 | 24 settembre 2008 | Spacewatch        |
| 461132 - | 2015 TL77                | 29 giugno 2010    | WISE              |
| 461133 - | 2015 TZ82                | 26 settembre 2005 | Spacewatch        |
| 461134 - | 2015 TO86                | 2 ottobre 2006    | Mt. Lemmon Survey |
| 461135 - | 2015 TU88                | 18 aprile 2007    | Mt. Lemmon Survey |
| 461136 - | 2015 TC102               | 11 maggio 2007    | Mt. Lemmon Survey |
| 461137 - | 2015 TH102               | 14 ottobre 1998   | ODAS              |
| 461138 - | 2015 TU103               | 5 giugno 2013     | Mt. Lemmon Survey |
| 461139 - | 2015 TH105               | 12 settembre 2007 | CSS               |
| 461140 - | 2015 TV105               | 22 settembre 2009 | Mt. Lemmon Survey |
| 461141 - | 2015 TD106               | 15 maggio 1996    | Spacewatch        |
| 461142 - | 2015 TG106               | 14 maggio 2004    | Spacewatch        |
| 461143 - | 2015 TH109               | 20 gennaio 2009   | Spacewatch        |
| 461144 - | 2015 TU110               | 30 settembre 2003 | Spacewatch        |
| 461145 - | 2015 TA111               | 12 aprile 2002    | Spacewatch        |
| 461146 - | 2015 TC111               | 27 ottobre 2005   | CSS               |
| 461147 - | 2015 TS111               | 8 gennaio 2000    | Spacewatch        |
| 461148 - | 2015 TD112               | 23 gennaio 2006   | Mt. Lemmon Survey |
| 461149 - | 2015 TO112               | 20 novembre 2008  | Spacewatch        |
| 461150 - | 2015 TN114               | 16 marzo 2007     | Mt. Lemmon Survey |
| 461151 - | 2015 TT114               | 6 dicembre 2010   | Mt. Lemmon Survey |
| 461152 - | 2015 TY114               | 2 settembre 2008  | Spacewatch        |
| 461153 - | 2015 TC115               | 11 marzo 2007     | Mt. Lemmon Survey |
| 461154 - | 2015 TS115               | 10 marzo 2000     | Spacewatch        |
| 461155 - | 2015 TH116               | 27 febbraio 2009  | Mt. Lemmon Survey |
| 461156 - | 2015 TS116               | 10 gennaio 2008   | Spacewatch        |
| 461157 - | 2015 TD117               | 29 gennaio 2011   | Mt. Lemmon Survey |
| 461158 - | 2015 TE117               | 2 aprile 2006     | Spacewatch        |
| 461159 - | 2015 TW119               | 6 febbraio 2011   | Spacewatch        |
| 461160 - | 2015 TB120               | 5 gennaio 2002    | Spacewatch        |
| 461161 - | 2015 TD126               | 11 aprile 2008    | Spacewatch        |
| 461162 - | 2015 TO138               | 4 aprile 2008     | Mt. Lemmon Survey |
| 461163 - | 2015 TY142               | 27 ottobre 2005   | CSS               |
| 461164 - | 2015 TZ146               | 27 febbraio 2006  | Spacewatch        |
| 461165 - | 2015 TY179               | 28 gennaio 2006   | Mt. Lemmon Survey |
| 461166 - | 2015 TY183               | 28 luglio 2009    | Spacewatch        |
| 461167 - | 2015 TF184               | 10 dicembre 2010  | Spacewatch        |
| 461168 - | 2015 TH224               | 2 dicembre 2004   | Spacewatch        |
| 461169 - | 2015 TK224               | 23 agosto 2004    | Spacewatch        |
| 461170 - | 2015 TX232               | 23 gennaio 2006   | CSS               |
| 461171 - | 2015 TY304               | 21 dicembre 2005  | Spacewatch        |
| 461172 - | 2015 TE321               | 17 gennaio 2004   | Spacewatch        |
| 461173 - | 2015 UQ11                | 15 settembre 2006 | Spacewatch        |
| 461174 - | 2015 UZ46                | 29 settembre 2003 | Spacewatch        |
| 461175 - | 2015 US48                | 16 gennaio 2010   | WISE              |
| 461176 - | 2015 UJ66                | 25 aprile 2007    | Mt. Lemmon Survey |
| 461177 - | 2015 UW77                | 10 ottobre 2004   | Spacewatch        |
| 461178 - | 2015 UH79                | 14 febbraio 2008  | CSS               |
| 461179 - | 2015 VE4                 | 14 dicembre 2004  | CINEOS            |
| 461180 - | 2015 VA42                | 11 marzo 2008     | Mt. Lemmon Survey |
| 461181 - | 2015 VG42                | 22 gennaio 2006   | LONEOS            |
| 461182 - | 2015 VB63                | 28 agosto 2009    | Spacewatch        |
| 461183 - | 2015 VO63                | 3 dicembre 2004   | Spacewatch        |
| 461184 - | 2015 VS65                | 15 settembre 2007 | Mt. Lemmon Survey |
| 461185 - | 2015 VH72                | 30 aprile 2009    | Spacewatch        |
| 461186 - | 2015 VL72                | 1º aprile 2012    | Mt. Lemmon Survey |
| 461187 - | 2015 VE78                | 3 novembre 2008   | Mt. Lemmon Survey |
| 461188 - | 2015 VZ95                | 25 settembre 2000 | LINEAR            |
| 461189 - | 2015 VG97                | 20 aprile 2004    | Spacewatch        |
| 461190 - | 2015 VH97                | 19 settembre 2009 | Spacewatch        |
| 461191 - | 2015 VY98                | 4 dicembre 2007   | Spacewatch        |
| 461192 - | 2015 VA99                | 21 ottobre 2003   | Spacewatch        |
| 461193 - | 2015 VK100               | 26 dicembre 2005  | Spacewatch        |
| 461194 - | 2015 VO101               | 6 dicembre 2005   | Spacewatch        |
| 461195 - | 2015 VV102               | 7 aprile 2008     | Spacewatch        |
| 461196 - | 2015 VR103               | 18 settembre 2009 | Mt. Lemmon Survey |
| 461197 - | 2015 VU106               | 25 febbraio 2006  | Spacewatch        |
| 461198 - | 2015 VW112               | 2 ottobre 2006    | Mt. Lemmon Survey |
| 461199 - | 2015 VF113               | 2 maggio 2008     | Spacewatch        |
| 461200 - | 2015 VP113               | 6 febbraio 2008   | CSS               |

## 461201-461300
| Nome     | Designazione provvisoria | Data di scoperta  | Scopritore           |
| -------- | ------------------------ | ----------------- | -------------------- |
| 461201 - | 2015 VN116               | 28 febbraio 2008  | Mt. Lemmon Survey    |
| 461202 - | 2015 VA118               | 12 aprile 2010    | Mt. Lemmon Survey    |
| 461203 - | 2015 VW118               | 1º dicembre 1994  | Spacewatch           |
| 461204 - | 2015 VO120               | 17 novembre 2011  | Spacewatch           |
| 461205 - | 2015 VW120               | 31 dicembre 1999  | Spacewatch           |
| 461206 - | 2015 VG121               | 5 gennaio 2006    | Spacewatch           |
| 461207 - | 2015 VH123               | 12 ottobre 2004   | Spacewatch           |
| 461208 - | 2015 VM125               | 7 novembre 2002   | LINEAR               |
| 461209 - | 2015 VV126               | 23 ottobre 2004   | Spacewatch           |
| 461210 - | 2015 VX127               | 4 novembre 2004   | Spacewatch           |
| 461211 - | 2015 VK128               | 10 ottobre 2004   | LINEAR               |
| 461212 - | 2015 VD129               | 5 novembre 2010   | Spacewatch           |
| 461213 - | 2015 VY129               | 9 maggio 2007     | LONEOS               |
| 461214 - | 2015 VE130               | 18 dicembre 2004  | Mt. Lemmon Survey    |
| 461215 - | 2015 VB133               | 13 aprile 2013    | Spacewatch           |
| 461216 - | 2015 VF134               | 14 novembre 2006  | Spacewatch           |
| 461217 - | 2015 VT134               | 6 giugno 2005     | Spacewatch           |
| 461218 - | 2015 VN135               | 8 dicembre 2004   | LINEAR               |
| 461219 - | 2015 VP135               | 18 gennaio 2009   | Spacewatch           |
| 461220 - | 2015 VU139               | 20 gennaio 2002   | Spacewatch           |
| 461221 - | 2015 VC140               | 18 settembre 2009 | Spacewatch           |
| 461222 - | 2015 VN141               | 8 ottobre 2007    | Mt. Lemmon Survey    |
| 461223 - | 2015 VV143               | 6 ottobre 2008    | Mt. Lemmon Survey    |
| 461224 - | 2015 VO144               | 28 settembre 2003 | LONEOS               |
| 461225 - | 2015 VP144               | 20 settembre 2006 | Spacewatch           |
| 461226 - | 2015 VM148               | 19 gennaio 2004   | LONEOS               |
| 461227 - | 2015 VJ150               | 3 marzo 2000      | LINEAR               |
| 461228 - | 2015 WL2                 | 4 aprile 2005     | Mt. Lemmon Survey    |
| 461229 - | 2015 WO3                 | 27 agosto 2009    | CSS                  |
| 461230 - | 2015 WP3                 | 14 settembre 2010 | Spacewatch           |
| 461231 - | 2015 WF4                 | 1º dicembre 2010  | Mt. Lemmon Survey    |
| 461232 - | 2015 WJ4                 | 27 gennaio 2010   | WISE                 |
| 461233 - | 2015 WZ4                 | 10 maggio 2007    | Mt. Lemmon Survey    |
| 461234 - | 2015 WE6                 | 29 marzo 2009     | Siding Spring Survey |
| 461235 - | 2015 WJ6                 | 10 settembre 2004 | Spacewatch           |
| 461236 - | 2015 WL6                 | 20 novembre 2004  | Spacewatch           |
| 461237 - | 2015 WP6                 | 16 gennaio 2009   | Spacewatch           |
| 461238 - | 2015 WQ6                 | 26 gennaio 2004   | LONEOS               |
| 461239 - | 2015 WC10                | 11 dicembre 2004  | LINEAR               |
| 461240 - | 2015 WW13                | 31 agosto 2005    | Spacewatch           |
| 461241 - | 2015 WG14                | 18 dicembre 2004  | Mt. Lemmon Survey    |
| 461242 - | 2015 WL14                | 20 novembre 2009  | Mt. Lemmon Survey    |
| 461243 - | 2015 WP14                | 4 marzo 2008      | Mt. Lemmon Survey    |
| 461244 - | 2015 WQ15                | 9 novembre 2001   | LINEAR               |
| 461245 - | 2015 WU15                | 5 dicembre 1997   | ODAS                 |
| 461246 - | 2015 WZ15                | 21 dicembre 2004  | CSS                  |
| 461247 - | 2015 WJ16                | 21 settembre 2004 | LONEOS               |
| 461248 - | 2015 XG2                 | 28 dicembre 2005  | Spacewatch           |
| 461249 - | 2015 XL2                 | 18 novembre 2004  | CINEOS               |
| 461250 - | 2015 XP2                 | 25 settembre 2009 | CSS                  |
| 461251 - | 2015 XV5                 | 31 dicembre 2005  | Spacewatch           |
| 461252 - | 2015 XN6                 | 13 novembre 2007  | Mt. Lemmon Survey    |
| 461253 - | 2015 XC7                 | 14 novembre 1998  | Spacewatch           |
| 461254 - | 2015 XF9                 | 18 aprile 2007    | Mt. Lemmon Survey    |
| 461255 - | 2015 XK9                 | 30 settembre 2009 | Mt. Lemmon Survey    |
| 461256 - | 2015 XR9                 | 7 novembre 2010   | Mt. Lemmon Survey    |
| 461257 - | 2015 XM10                | 6 dicembre 2005   | Mt. Lemmon Survey    |
| 461258 - | 2015 XC13                | 8 novembre 2010   | Spacewatch           |
| 461259 - | 2015 XZ29                | 8 gennaio 2011    | Mt. Lemmon Survey    |
| 461260 - | 2015 XB42                | 13 ottobre 2004   | Spacewatch           |
| 461261 - | 2015 XZ43                | 16 settembre 2009 | Spacewatch           |
| 461262 - | 2015 XY44                | 12 aprile 2002    | LINEAR               |
| 461263 - | 2015 XY50                | 13 aprile 2013    | Spacewatch           |
| 461264 - | 2015 XM53                | 5 dicembre 2010   | Mt. Lemmon Survey    |
| 461265 - | 2015 XS56                | 18 settembre 2003 | Spacewatch           |
| 461266 - | 2015 XD58                | 5 marzo 2008      | Spacewatch           |
| 461267 - | 2015 XG58                | 6 marzo 2008      | Mt. Lemmon Survey    |
| 461268 - | 2015 XC59                | 4 marzo 2008      | Mt. Lemmon Survey    |
| 461269 - | 2015 XU60                | 29 settembre 2009 | Mt. Lemmon Survey    |
| 461270 - | 2015 XX60                | 7 maggio 2013     | Mt. Lemmon Survey    |
| 461271 - | 2015 XF61                | 25 giugno 2011    | Mt. Lemmon Survey    |
| 461272 - | 2015 XM62                | 29 settembre 2003 | Spacewatch           |
| 461273 - | 2015 XY62                | 18 gennaio 2008   | Mt. Lemmon Survey    |
| 461274 - | 2015 XB63                | 16 settembre 2009 | CSS                  |
| 461275 - | 2015 XK63                | 19 gennaio 2005   | Spacewatch           |
| 461276 - | 2015 XS63                | 9 ottobre 2004    | Spacewatch           |
| 461277 - | 2015 XB65                | 18 agosto 2006    | LONEOS               |
| 461278 - | 2015 XG65                | 1º febbraio 2009  | Spacewatch           |
| 461279 - | 2015 XP65                | 19 gennaio 2010   | WISE                 |
| 461280 - | 2015 XK67                | 22 ottobre 2006   | Spacewatch           |
| 461281 - | 2015 XW67                | 16 maggio 2005    | Mt. Lemmon Survey    |
| 461282 - | 2015 XX68                | 28 novembre 1994  | Spacewatch           |
| 461283 - | 2015 XY68                | 31 dicembre 2005  | Spacewatch           |
| 461284 - | 2015 XZ68                | 25 marzo 2012     | Mt. Lemmon Survey    |
| 461285 - | 2015 XF69                | 4 novembre 2004   | Spacewatch           |
| 461286 - | 2015 XK69                | 1º dicembre 2005  | Spacewatch           |
| 461287 - | 2015 XF73                | 31 ottobre 2008   | Spacewatch           |
| 461288 - | 2015 XM76                | 23 gennaio 2006   | Spacewatch           |
| 461289 - | 2015 XL77                | 24 gennaio 1996   | Spacewatch           |
| 461290 - | 2015 XM81                | 28 gennaio 2006   | Mt. Lemmon Survey    |
| 461291 - | 2015 XR96                | 19 gennaio 2012   | Mt. Lemmon Survey    |
| 461292 - | 2015 XW96                | 10 agosto 2010    | Spacewatch           |
| 461293 - | 2015 XM97                | 20 dicembre 2009  | Mt. Lemmon Survey    |
| 461294 - | 2015 XS100               | 30 gennaio 2008   | Mt. Lemmon Survey    |
| 461295 - | 2015 XA106               | 19 dicembre 2004  | Spacewatch           |
| 461296 - | 2015 XO110               | 9 dicembre 2004   | Spacewatch           |
| 461297 - | 2015 XV111               | 13 giugno 2008    | Spacewatch           |
| 461298 - | 2015 XB118               | 26 aprile 2006    | Spacewatch           |
| 461299 - | 2015 XM134               | 11 novembre 2010  | Mt. Lemmon Survey    |
| 461300 - | 2015 XO135               | 14 dicembre 2006  | Spacewatch           |

## 461301-461400
| Nome     | Designazione provvisoria | Data di scoperta  | Scopritore                                                |
| -------- | ------------------------ | ----------------- | --------------------------------------------------------- |
| 461301 - | 2015 XD139               | 10 marzo 2005     | Mt. Lemmon Survey                                         |
| 461302 - | 2015 XH140               | 2 ottobre 2010    | Spacewatch                                                |
| 461303 - | 2015 XZ141               | 14 aprile 2004    | Spacewatch                                                |
| 461304 - | 2015 XY142               | 27 febbraio 2006  | Spacewatch                                                |
| 461305 - | 2015 XO146               | 12 marzo 2008     | Mt. Lemmon Survey                                         |
| 461306 - | 2015 XA166               | 8 ottobre 2007    | Mt. Lemmon Survey                                         |
| 461307 - | 2015 XJ167               | 14 marzo 2010     | WISE                                                      |
| 461308 - | 2015 XC170               | 15 dicembre 2004  | Spacewatch                                                |
| 461309 - | 2015 XG170               | 15 dicembre 2006  | Spacewatch                                                |
| 461310 - | 2015 XJ170               | 2 dicembre 2010   | Mt. Lemmon Survey                                         |
| 461311 - | 2015 XD172               | 13 luglio 2010    | Spacewatch                                                |
| 461312 - | 2015 XH174               | 3 dicembre 2010   | Spacewatch                                                |
| 461313 - | 2015 XG176               | 29 febbraio 2008  | Spacewatch                                                |
| 461314 - | 2015 XS179               | 2 gennaio 2009    | Mt. Lemmon Survey                                         |
| 461315 - | 2015 XF195               | 27 giugno 2005    | Mt. Lemmon Survey                                         |
| 461316 - | 2015 XN196               | 19 gennaio 2004   | Spacewatch                                                |
| 461317 - | 2015 XM203               | 1º ottobre 2003   | Spacewatch                                                |
| 461318 - | 2015 XT203               | 6 gennaio 2005    | LINEAR                                                    |
| 461319 - | 2015 XC235               | 19 settembre 2009 | Mt. Lemmon Survey                                         |
| 461320 - | 2015 XH235               | 26 novembre 2005  | Spacewatch                                                |
| 461321 - | 2015 XL245               | 9 dicembre 2004   | Spacewatch                                                |
| 461322 - | 2015 XB246               | 18 novembre 2009  | CSS                                                       |
| 461323 - | 2015 XS260               | 6 novembre 2010   | Mt. Lemmon Survey                                         |
| 461324 - | 2015 XH262               | 15 ottobre 2004   | Mt. Lemmon Survey                                         |
| 461325 - | 2015 XN262               | 20 novembre 2000  | Spacewatch                                                |
| 461326 - | 2015 XO262               | 16 maggio 2009    | Spacewatch                                                |
| 461327 - | 2015 XG263               | 20 febbraio 2006  | Spacewatch                                                |
| 461328 - | 2015 XA266               | 5 dicembre 2005   | Mt. Lemmon Survey                                         |
| 461329 - | 2015 XJ266               | 31 agosto 2005    | Spacewatch                                                |
| 461330 - | 2015 XC276               | 31 ottobre 2005   | Mt. Lemmon Survey                                         |
| 461331 - | 2015 XX278               | 18 dicembre 2004  | Mt. Lemmon Survey                                         |
| 461332 - | 2015 XV309               | 10 gennaio 2008   | Mt. Lemmon Survey                                         |
| 461333 - | 2015 XM311               | 30 agosto 2005    | Spacewatch                                                |
| 461334 - | 2015 XS311               | 12 febbraio 2004  | Spacewatch                                                |
| 461335 - | 2015 XY312               | 28 marzo 2008     | Mt. Lemmon Survey                                         |
| 461336 - | 2015 XM313               | 8 dicembre 1999   | Spacewatch                                                |
| 461337 - | 2015 XM322               | 29 settembre 2005 | Mt. Lemmon Survey                                         |
| 461338 - | 2015 XY337               | 11 gennaio 2005   | LINEAR                                                    |
| 461339 - | 6365 P-L                 | 24 settembre 1960 | van Houten, C. J., van Houten-Groeneveld, I., Gehrels, T. |
| 461340 - | 3073 T-2                 | 30 settembre 1973 | van Houten, C. J., van Houten-Groeneveld, I., Gehrels, T. |
| 461341 - | 1995 SC41                | 20 settembre 1995 | Spacewatch                                                |
| 461342 - | 1995 SX42                | 25 settembre 1995 | Spacewatch                                                |
| 461343 - | 1995 SG76                | 20 settembre 1995 | Spacewatch                                                |
| 461344 - | 1995 SV79                | 21 settembre 1995 | Spacewatch                                                |
| 461345 - | 1995 UQ31                | 21 ottobre 1995   | Spacewatch                                                |
| 461346 - | 1995 UD39                | 22 ottobre 1995   | Spacewatch                                                |
| 461347 - | 1995 UL40                | 17 ottobre 1995   | Spacewatch                                                |
| 461348 - | 1995 WA14                | 16 novembre 1995  | Spacewatch                                                |
| 461349 - | 1997 SU13                | 28 settembre 1997 | Spacewatch                                                |
| 461350 - | 1998 PY                  | 14 agosto 1998    | Zoltowski, F. B.                                          |
| 461351 - | 1998 WW37                | 12 ottobre 1998   | Spacewatch                                                |
| 461352 - | 1999 FR65                | 20 marzo 1999     | Sloan Digital Sky Survey                                  |
| 461353 - | 1999 LS7                 | 8 giugno 1999     | LINEAR                                                    |
| 461354 - | 1999 UO28                | 31 ottobre 1999   | Spacewatch                                                |
| 461355 - | 1999 UM55                | 20 ottobre 1999   | Spacewatch                                                |
| 461356 - | 1999 VN46                | 14 ottobre 1999   | LINEAR                                                    |
| 461357 - | 2000 AF226               | 4 gennaio 2000    | Spacewatch                                                |
| 461358 - | 2000 BA51                | 16 gennaio 2000   | Spacewatch                                                |
| 461359 - | 2000 CV97                | 5 febbraio 2000   | Spacewatch                                                |
| 461360 - | 2000 EH23                | 3 marzo 2000      | Spacewatch                                                |
| 461361 - | 2000 FH14                | 30 marzo 2000     | Spacewatch                                                |
| 461362 - | 2000 FR52                | 29 marzo 2000     | Spacewatch                                                |
| 461363 - | 2000 GQ148               | 5 aprile 2000     | LINEAR                                                    |
| 461364 - | 2000 HL16                | 24 aprile 2000    | Spacewatch                                                |
| 461365 - | 2000 JF1                 | 6 maggio 2000     | LINEAR                                                    |
| 461366 - | 2000 LJ7                 | 29 maggio 2000    | Spacewatch                                                |
| 461367 - | 2000 QX160               | 31 agosto 2000    | LINEAR                                                    |
| 461368 - | 2000 RL107               | 3 settembre 2000  | Sloan Digital Sky Survey                                  |
| 461369 - | 2000 SK9                 | 23 settembre 2000 | LINEAR                                                    |
| 461370 - | 2000 SF64                | 24 settembre 2000 | LINEAR                                                    |
| 461371 - | 2000 SN171               | 5 settembre 2000  | LINEAR                                                    |
| 461372 - | 2000 SM321               | 28 settembre 2000 | Spacewatch                                                |
| 461373 - | 2000 TW49                | 1º ottobre 2000   | LONEOS                                                    |
| 461374 - | 2000 WS21                | 29 settembre 2000 | LONEOS                                                    |
| 461375 - | 2001 FC102               | 17 marzo 2001     | LINEAR                                                    |
| 461376 - | 2001 FA126               | 29 marzo 2001     | Spacewatch                                                |
| 461377 - | 2001 FR127               | 27 marzo 2001     | NEAT                                                      |
| 461378 - | 2001 FB140               | 21 marzo 2001     | NEAT                                                      |
| 461379 - | 2001 FC199               | 21 marzo 2001     | SKADS                                                     |
| 461380 - | 2001 FT199               | 21 marzo 2001     | SKADS                                                     |
| 461381 - | 2001 HS                  | 17 aprile 2001    | St. Veran                                                 |
| 461382 - | 2001 MO28                | 26 giugno 2001    | NEAT                                                      |
| 461383 - | 2001 OR28                | 18 luglio 2001    | NEAT                                                      |
| 461384 - | 2001 OM53                | 21 luglio 2001    | NEAT                                                      |
| 461385 - | 2001 PJ14                | 27 luglio 2001    | LONEOS                                                    |
| 461386 - | 2001 PZ31                | 10 agosto 2001    | NEAT                                                      |
| 461387 - | 2001 QS92                | 22 agosto 2001    | LINEAR                                                    |
| 461388 - | 2001 RB29                | 7 settembre 2001  | LINEAR                                                    |
| 461389 - | 2001 RE61                | 12 settembre 2001 | LINEAR                                                    |
| 461390 - | 2001 RG140               | 12 settembre 2001 | LINEAR                                                    |
| 461391 - | 2001 RD146               | 8 settembre 2001  | LONEOS                                                    |
| 461392 - | 2001 RC150               | 11 settembre 2001 | LONEOS                                                    |
| 461393 - | 2001 SJ23                | 16 settembre 2001 | LINEAR                                                    |
| 461394 - | 2001 SS24                | 16 settembre 2001 | LINEAR                                                    |
| 461395 - | 2001 SB64                | 17 settembre 2001 | LINEAR                                                    |
| 461396 - | 2001 SF125               | 16 settembre 2001 | LINEAR                                                    |
| 461397 - | 2001 SD170               | 20 settembre 2001 | LINEAR                                                    |
| 461398 - | 2001 SQ180               | 19 settembre 2001 | LINEAR                                                    |
| 461399 - | 2001 SC183               | 19 settembre 2001 | LINEAR                                                    |
| 461400 - | 2001 SC203               | 19 settembre 2001 | LINEAR                                                    |

## 461401-461500
| Nome     | Designazione provvisoria | Data di scoperta  | Scopritore                 |
| -------- | ------------------------ | ----------------- | -------------------------- |
| 461401 - | 2001 SX238               | 19 settembre 2001 | LINEAR                     |
| 461402 - | 2001 SK264               | 25 settembre 2001 | LINEAR                     |
| 461403 - | 2001 SR264               | 21 settembre 2001 | LINEAR                     |
| 461404 - | 2001 SU269               | 19 settembre 2001 | Spacewatch                 |
| 461405 - | 2001 SG293               | 18 settembre 2001 | Spacewatch                 |
| 461406 - | 2001 SA309               | 22 settembre 2001 | LINEAR                     |
| 461407 - | 2001 SP323               | 18 settembre 2001 | LONEOS                     |
| 461408 - | 2001 SC356               | 26 settembre 2001 | NEAT                       |
| 461409 - | 2001 TK25                | 14 ottobre 2001   | LINEAR                     |
| 461410 - | 2001 TS47                | 14 ottobre 2001   | Asiago-DLR Asteroid Survey |
| 461411 - | 2001 TL90                | 14 ottobre 2001   | LINEAR                     |
| 461412 - | 2001 TB93                | 14 ottobre 2001   | LINEAR                     |
| 461413 - | 2001 TC132               | 11 ottobre 2001   | NEAT                       |
| 461414 - | 2001 TA140               | 10 ottobre 2001   | NEAT                       |
| 461415 - | 2001 TY145               | 16 settembre 2001 | LINEAR                     |
| 461416 - | 2001 TB176               | 14 ottobre 2001   | LINEAR                     |
| 461417 - | 2001 TH214               | 13 ottobre 2001   | NEAT                       |
| 461418 - | 2001 TY214               | 13 ottobre 2001   | NEAT                       |
| 461419 - | 2001 UH1                 | 16 ottobre 2001   | Tichý, M.                  |
| 461420 - | 2001 UE2                 | 17 ottobre 2001   | LINEAR                     |
| 461421 - | 2001 UH28                | 16 ottobre 2001   | LINEAR                     |
| 461422 - | 2001 UZ115               | 22 ottobre 2001   | LINEAR                     |
| 461423 - | 2001 UL178               | 23 ottobre 2001   | NEAT                       |
| 461424 - | 2001 UQ199               | 19 ottobre 2001   | NEAT                       |
| 461425 - | 2001 UB202               | 13 ottobre 2001   | LINEAR                     |
| 461426 - | 2001 UN209               | 20 ottobre 2001   | NEAT                       |
| 461427 - | 2001 UW225               | 16 ottobre 2001   | NEAT                       |
| 461428 - | 2001 VZ5                 | 9 novembre 2001   | LINEAR                     |
| 461429 - | 2001 VU12                | 10 novembre 2001  | LINEAR                     |
| 461430 - | 2001 VF21                | 21 ottobre 2001   | LINEAR                     |
| 461431 - | 2001 VR21                | 9 novembre 2001   | LINEAR                     |
| 461432 - | 2001 WT15                | 26 novembre 2001  | LINEAR                     |
| 461433 - | 2001 WT69                | 9 novembre 2001   | LINEAR                     |
| 461434 - | 2001 XK72                | 17 novembre 2001  | LINEAR                     |
| 461435 - | 2001 XB141               | 14 dicembre 2001  | LINEAR                     |
| 461436 - | 2002 AH53                | 18 dicembre 2001  | LINEAR                     |
| 461437 - | 2002 AC77                | 8 gennaio 2002    | LINEAR                     |
| 461438 - | 2002 AX146               | 18 dicembre 2001  | Spacewatch                 |
| 461439 - | 2002 CT208               | 10 febbraio 2002  | LINEAR                     |
| 461440 - | 2002 CR311               | 11 febbraio 2002  | LINEAR                     |
| 461441 - | 2002 EJ90                | 12 marzo 2002     | LINEAR                     |
| 461442 - | 2002 EW92                | 10 febbraio 2002  | LINEAR                     |
| 461443 - | 2002 EO107               | 9 marzo 2002      | Spacewatch                 |
| 461444 - | 2002 EB142               | 12 marzo 2002     | NEAT                       |
| 461445 - | 2002 GL6                 | 14 marzo 2002     | Spacewatch                 |
| 461446 - | 2002 GU26                | 11 aprile 2002    | NEAT                       |
| 461447 - | 2002 GY62                | 8 aprile 2002     | NEAT                       |
| 461448 - | 2002 GV101               | 10 aprile 2002    | LINEAR                     |
| 461449 - | 2002 GL103               | 10 aprile 2002    | LINEAR                     |
| 461450 - | 2002 GO191               | 12 aprile 2002    | NEAT                       |
| 461451 - | 2002 JC96                | 11 maggio 2002    | LINEAR                     |
| 461452 - | 2002 NQ                  | 4 luglio 2002     | Spacewatch                 |
| 461453 - | 2002 NH79                | 12 luglio 2002    | NEAT                       |
| 461454 - | 2002 PD28                | 6 agosto 2002     | NEAT                       |
| 461455 - | 2002 PX51                | 8 agosto 2002     | NEAT                       |
| 461456 - | 2002 PR52                | 8 agosto 2002     | NEAT                       |
| 461457 - | 2002 PJ166               | 14 agosto 2002    | Matson, R.                 |
| 461458 - | 2002 PL194               | 11 agosto 2002    | NEAT                       |
| 461459 - | 2002 PF198               | 8 agosto 2002     | NEAT                       |
| 461460 - | 2002 QO17                | 7 luglio 2002     | Spacewatch                 |
| 461461 - | 2002 QL39                | 30 agosto 2002    | Spacewatch                 |
| 461462 - | 2002 QC50                | 16 agosto 2002    | Lowe, A.                   |
| 461463 - | 2002 QS52                | 29 agosto 2002    | Hönig, S. F.               |
| 461464 - | 2002 QY75                | 30 agosto 2002    | NEAT                       |
| 461465 - | 2002 QT81                | 19 agosto 2002    | NEAT                       |
| 461466 - | 2002 QC118               | 18 agosto 2002    | NEAT                       |
| 461467 - | 2002 QG118               | 19 agosto 2002    | NEAT                       |
| 461468 - | 2002 QW136               | 28 agosto 2002    | NEAT                       |
| 461469 - | 2002 QU139               | 16 agosto 2002    | NEAT                       |
| 461470 - | 2002 QB143               | 28 agosto 2002    | NEAT                       |
| 461471 - | 2002 QJ152               | 30 agosto 2002    | NEAT                       |
| 461472 - | 2002 RO53                | 5 settembre 2002  | LINEAR                     |
| 461473 - | 2002 RC89                | 5 settembre 2002  | LINEAR                     |
| 461474 - | 2002 RR142               | 11 settembre 2002 | NEAT                       |
| 461475 - | 2002 RS147               | 7 settembre 2002  | LINEAR                     |
| 461476 - | 2002 RW159               | 12 settembre 2002 | NEAT                       |
| 461477 - | 2002 RE227               | 14 settembre 2002 | NEAT                       |
| 461478 - | 2002 RQ239               | 14 settembre 2002 | Matson, R.                 |
| 461479 - | 2002 RG252               | 13 settembre 2002 | NEAT                       |
| 461480 - | 2002 RQ252               | 15 settembre 2002 | NEAT                       |
| 461481 - | 2002 RB266               | 13 settembre 2002 | NEAT                       |
| 461482 - | 2002 RM268               | 4 settembre 2002  | NEAT                       |
| 461483 - | 2002 RJ291               | 9 settembre 2002  | NEAT                       |
| 461484 - | 2002 RK292               | 12 settembre 2002 | NEAT                       |
| 461485 - | 2002 SB25                | 28 settembre 2002 | NEAT                       |
| 461486 - | 2002 SC65                | 27 settembre 2002 | NEAT                       |
| 461487 - | 2002 TZ234               | 6 ottobre 2002    | LINEAR                     |
| 461488 - | 2002 TT247               | 10 ottobre 2002   | LINEAR                     |
| 461489 - | 2002 TW303               | 4 ottobre 2002    | Sloan Digital Sky Survey   |
| 461490 - | 2002 TL318               | 5 ottobre 2002    | Sloan Digital Sky Survey   |
| 461491 - | 2002 TK345               | 5 ottobre 2002    | Sloan Digital Sky Survey   |
| 461492 - | 2002 UH75                | 31 ottobre 2002   | NEAT                       |
| 461493 - | 2002 VH140               | 13 novembre 2002  | NEAT                       |
| 461494 - | 2002 WN8                 | 24 novembre 2002  | NEAT                       |
| 461495 - | 2002 XP117               | 10 dicembre 2002  | NEAT                       |
| 461496 - | 2003 AA67                | 7 gennaio 2003    | LINEAR                     |
| 461497 - | 2003 BM6                 | 24 gennaio 2003   | NEAT                       |
| 461498 - | 2003 BW80                | 30 gennaio 2003   | LONEOS                     |
| 461499 - | 2003 BL81                | 31 gennaio 2003   | LINEAR                     |
| 461500 - | 2003 BC87                | 26 gennaio 2003   | Spacewatch                 |

## 461501-461600
| Nome     | Designazione provvisoria | Data di scoperta  | Scopritore               |
| -------- | ------------------------ | ----------------- | ------------------------ |
| 461501 - | 2003 FT3                 | 26 marzo 2003     | LONEOS                   |
| 461502 - | 2003 FN103               | 24 marzo 2003     | Spacewatch               |
| 461503 - | 2003 FJ122               | 31 marzo 2003     | Deep Lens Survey         |
| 461504 - | 2003 HE16                | 25 aprile 2003    | CINEOS                   |
| 461505 - | 2003 KB5                 | 22 maggio 2003    | Spacewatch               |
| 461506 - | 2003 QE29                | 23 agosto 2003    | NEAT                     |
| 461507 - | 2003 QQ44                | 23 agosto 2003    | NEAT                     |
| 461508 - | 2003 RY12                | 14 settembre 2003 | NEAT                     |
| 461509 - | 2003 RR17                | 15 settembre 2003 | NEAT                     |
| 461510 - | 2003 RG19                | 15 settembre 2003 | LONEOS                   |
| 461511 - | 2003 SJ1                 | 16 settembre 2003 | Spacewatch               |
| 461512 - | 2003 ST27                | 18 settembre 2003 | NEAT                     |
| 461513 - | 2003 SD34                | 18 settembre 2003 | LINEAR                   |
| 461514 - | 2003 SE34                | 18 settembre 2003 | LINEAR                   |
| 461515 - | 2003 SJ65                | 18 settembre 2003 | LONEOS                   |
| 461516 - | 2003 SD119               | 16 settembre 2003 | NEAT                     |
| 461517 - | 2003 SL126               | 19 settembre 2003 | Spacewatch               |
| 461518 - | 2003 SC157               | 19 settembre 2003 | LONEOS                   |
| 461519 - | 2003 SD160               | 20 settembre 2003 | LINEAR                   |
| 461520 - | 2003 SL161               | 18 settembre 2003 | LINEAR                   |
| 461521 - | 2003 SE214               | 26 settembre 2003 | Yeung, W. K. Y.          |
| 461522 - | 2003 SG229               | 27 settembre 2003 | Spacewatch               |
| 461523 - | 2003 SX243               | 28 settembre 2003 | Spacewatch               |
| 461524 - | 2003 SS264               | 22 settembre 2003 | LONEOS                   |
| 461525 - | 2003 SW290               | 28 settembre 2003 | Spacewatch               |
| 461526 - | 2003 SZ299               | 17 settembre 2003 | NEAT                     |
| 461527 - | 2003 SM323               | 16 settembre 2003 | Spacewatch               |
| 461528 - | 2003 SJ325               | 17 settembre 2003 | Spacewatch               |
| 461529 - | 2003 SE334               | 22 settembre 2003 | Spacewatch               |
| 461530 - | 2003 ST336               | 27 settembre 2003 | Sloan Digital Sky Survey |
| 461531 - | 2003 SY359               | 21 settembre 2003 | Spacewatch               |
| 461532 - | 2003 ST366               | 26 settembre 2003 | Sloan Digital Sky Survey |
| 461533 - | 2003 SH401               | 26 settembre 2003 | Sloan Digital Sky Survey |
| 461534 - | 2003 SL403               | 16 settembre 2003 | Spacewatch               |
| 461535 - | 2003 SR406               | 27 settembre 2003 | Sloan Digital Sky Survey |
| 461536 - | 2003 SB421               | 29 settembre 2003 | Sloan Digital Sky Survey |
| 461537 - | 2003 TS17                | 15 ottobre 2003   | NEAT                     |
| 461538 - | 2003 TY40                | 2 ottobre 2003    | Spacewatch               |
| 461539 - | 2003 TV46                | 3 ottobre 2003    | Spacewatch               |
| 461540 - | 2003 UA105               | 18 ottobre 2003   | Spacewatch               |
| 461541 - | 2003 UN130               | 18 ottobre 2003   | NEAT                     |
| 461542 - | 2003 UO152               | 21 ottobre 2003   | NEAT                     |
| 461543 - | 2003 UF205               | 20 settembre 2003 | CINEOS                   |
| 461544 - | 2003 UE258               | 19 ottobre 2003   | Spacewatch               |
| 461545 - | 2003 UP345               | 19 ottobre 2003   | Sloan Digital Sky Survey |
| 461546 - | 2003 UE364               | 20 ottobre 2003   | Spacewatch               |
| 461547 - | 2003 UU401               | 23 ottobre 2003   | Sloan Digital Sky Survey |
| 461548 - | 2003 VN3                 | 20 ottobre 2003   | Spacewatch               |
| 461549 - | 2003 VP3                 | 15 novembre 2003  | Spacewatch               |
| 461550 - | 2003 WO5                 | 18 novembre 2003  | NEAT                     |
| 461551 - | 2003 WG17                | 18 novembre 2003  | NEAT                     |
| 461552 - | 2003 WH32                | 28 ottobre 2003   | LINEAR                   |
| 461553 - | 2003 WJ44                | 23 settembre 1997 | Spacewatch               |
| 461554 - | 2003 WH45                | 19 novembre 2003  | NEAT                     |
| 461555 - | 2003 WG101               | 21 novembre 2003  | LINEAR                   |
| 461556 - | 2003 WU162               | 30 novembre 2003  | Spacewatch               |
| 461557 - | 2003 WQ173               | 18 novembre 2003  | Spacewatch               |
| 461558 - | 2003 XZ39                | 14 dicembre 2003  | Spacewatch               |
| 461559 - | 2003 YW38                | 19 dicembre 2003  | LINEAR                   |
| 461560 - | 2003 YQ130               | 28 dicembre 2003  | LINEAR                   |
| 461561 - | 2004 BK127               | 16 gennaio 2004   | Spacewatch               |
| 461562 - | 2004 BY141               | 19 gennaio 2004   | Spacewatch               |
| 461563 - | 2004 DG33                | 18 febbraio 2004  | LINEAR                   |
| 461564 - | 2004 DX76                | 18 febbraio 2004  | Spacewatch               |
| 461565 - | 2004 EO11                | 10 marzo 2004     | NEAT                     |
| 461566 - | 2004 EL62                | 12 marzo 2004     | NEAT                     |
| 461567 - | 2004 FK121               | 23 marzo 2004     | LINEAR                   |
| 461568 - | 2004 GV78                | 11 aprile 2004    | NEAT                     |
| 461569 - | 2004 HT55                | 24 aprile 2004    | LINEAR                   |
| 461570 - | 2004 JA55                | 10 maggio 2004    | Spacewatch               |
| 461571 - | 2004 NC14                | 11 luglio 2004    | LINEAR                   |
| 461572 - | 2004 NT29                | 14 luglio 2004    | LINEAR                   |
| 461573 - | 2004 OA13                | 25 luglio 2004    | LONEOS                   |
| 461574 - | 2004 PD                  | 4 agosto 2004     | NEAT                     |
| 461575 - | 2004 PP2                 | 8 agosto 2004     | NEAT                     |
| 461576 - | 2004 PA3                 | 3 agosto 2004     | Siding Spring Survey     |
| 461577 - | 2004 PN12                | 7 agosto 2004     | NEAT                     |
| 461578 - | 2004 PG21                | 7 agosto 2004     | NEAT                     |
| 461579 - | 2004 PU26                | 9 agosto 2004     | LINEAR                   |
| 461580 - | 2004 PB72                | 8 agosto 2004     | LINEAR                   |
| 461581 - | 2004 PM114               | 9 agosto 2004     | NEAT                     |
| 461582 - | 2004 RL40                | 25 agosto 2004    | Spacewatch               |
| 461583 - | 2004 RF43                | 8 agosto 2004     | LONEOS                   |
| 461584 - | 2004 RT67                | 8 settembre 2004  | LINEAR                   |
| 461585 - | 2004 RR110               | 11 settembre 2004 | LINEAR                   |
| 461586 - | 2004 RR145               | 26 agosto 2004    | CSS                      |
| 461587 - | 2004 RL180               | 10 settembre 2004 | LINEAR                   |
| 461588 - | 2004 RM235               | 10 settembre 2004 | LINEAR                   |
| 461589 - | 2004 RB251               | 14 settembre 2004 | LINEAR                   |
| 461590 - | 2004 RS251               | 11 settembre 2004 | Spacewatch               |
| 461591 - | 2004 RM269               | 11 settembre 2004 | Spacewatch               |
| 461592 - | 2004 RK299               | 11 settembre 2004 | Spacewatch               |
| 461593 - | 2004 RS329               | 15 settembre 2004 | Spacewatch               |
| 461594 - | 2004 RP331               | 15 settembre 2004 | LINEAR                   |
| 461595 - | 2004 RM335               | 15 settembre 2004 | Siding Spring Survey     |
| 461596 - | 2004 SA21                | 21 settembre 2004 | LINEAR                   |
| 461597 - | 2004 SC28                | 14 settembre 2004 | LONEOS                   |
| 461598 - | 2004 TW5                 | 5 ottobre 2004    | Spacewatch               |
| 461599 - | 2004 TV45                | 4 ottobre 2004    | Spacewatch               |
| 461600 - | 2004 TO54                | 4 ottobre 2004    | Spacewatch               |

## 461601-461700
| Nome             | Designazione provvisoria | Data di scoperta  | Scopritore           |
| ---------------- | ------------------------ | ----------------- | -------------------- |
| 461601 -         | 2004 TO111               | 7 ottobre 2004    | Spacewatch           |
| 461602 -         | 2004 TG166               | 7 ottobre 2004    | Spacewatch           |
| 461603 -         | 2004 TM184               | 7 ottobre 2004    | Spacewatch           |
| 461604 -         | 2004 TA186               | 7 ottobre 2004    | Spacewatch           |
| 461605 -         | 2004 TO195               | 7 ottobre 2004    | Spacewatch           |
| 461606 -         | 2004 TJ227               | 22 settembre 2004 | Spacewatch           |
| 461607 -         | 2004 TA322               | 11 ottobre 2004   | Spacewatch           |
| 461608 -         | 2004 TH336               | 10 ottobre 2004   | Spacewatch           |
| 461609 -         | 2004 UZ9                 | 30 ottobre 2004   | NEAT                 |
| 461610 -         | 2004 XA94                | 11 dicembre 2004  | Spacewatch           |
| 461611 -         | 2004 YP13                | 18 dicembre 2004  | Mt. Lemmon Survey    |
| 461612 -         | 2005 AT5                 | 6 gennaio 2005    | CSS                  |
| 461613 -         | 2005 AQ8                 | 15 dicembre 2004  | Spacewatch           |
| 461614 -         | 2005 AU23                | 7 gennaio 2005    | Spacewatch           |
| 461615 -         | 2005 AA28                | 6 gennaio 2005    | LINEAR               |
| 461616 -         | 2005 AQ39                | 13 gennaio 2005   | Spacewatch           |
| 461617 -         | 2005 AP47                | 13 gennaio 2005   | LINEAR               |
| 461618 -         | 2005 AY66                | 13 gennaio 2005   | Spacewatch           |
| 461619 -         | 2005 AY74                | 15 gennaio 2005   | Spacewatch           |
| 461620 -         | 2005 BE40                | 16 gennaio 2005   | Veillet, C.          |
| 461621 -         | 2005 BS48                | 19 gennaio 2005   | Spacewatch           |
| 461622 -         | 2005 CA57                | 16 gennaio 2005   | Spacewatch           |
| 461623 -         | 2005 CA71                | 1º febbraio 2005  | Spacewatch           |
| 461624 -         | 2005 DA                  | 2 febbraio 2005   | Spacewatch           |
| 461625 -         | 2005 EM36                | 4 marzo 2005      | CSS                  |
| 461626 -         | 2005 EG75                | 3 marzo 2005      | Spacewatch           |
| 461627 -         | 2005 ES75                | 3 marzo 2005      | Spacewatch           |
| 461628 -         | 2005 EW124               | 8 marzo 2005      | LINEAR               |
| 461629 -         | 2005 EO127               | 9 marzo 2005      | Spacewatch           |
| 461630 -         | 2005 ES155               | 8 marzo 2005      | Mt. Lemmon Survey    |
| 461631 -         | 2005 EE157               | 9 marzo 2005      | Mt. Lemmon Survey    |
| 461632 -         | 2005 EP165               | 4 marzo 2005      | Mt. Lemmon Survey    |
| 461633 -         | 2005 EV168               | 11 marzo 2005     | Mt. Lemmon Survey    |
| 461634 -         | 2005 EF169               | 10 marzo 2005     | CSS                  |
| 461635 -         | 2005 EM176               | 8 marzo 2005      | CSS                  |
| 461636 -         | 2005 ET197               | 11 marzo 2005     | CSS                  |
| 461637 -         | 2005 EE208               | 4 marzo 2005      | Spacewatch           |
| 461638 -         | 2005 ET224               | 9 marzo 2005      | CSS                  |
| 461639 -         | 2005 ED225               | 13 marzo 2005     | LINEAR               |
| 461640 -         | 2005 EL225               | 11 marzo 2005     | Lowe, A.             |
| 461641 -         | 2005 EB240               | 11 marzo 2005     | Spacewatch           |
| 461642 -         | 2005 EV243               | 4 marzo 2005      | Mt. Lemmon Survey    |
| 461643 -         | 2005 EZ247               | 12 marzo 2005     | Spacewatch           |
| 461644 -         | 2005 EL262               | 13 marzo 2005     | Mt. Lemmon Survey    |
| 461645 -         | 2005 ET268               | 14 marzo 2005     | Mt. Lemmon Survey    |
| 461646 -         | 2005 EZ280               | 10 marzo 2005     | LONEOS               |
| 461647 -         | 2005 EC305               | 11 marzo 2005     | Buie, M. W.          |
| 461648 -         | 2005 EX306               | 8 marzo 2005      | Mt. Lemmon Survey    |
| 461649 -         | 2005 GN                  | 1º aprile 2005    | CSS                  |
| 461650 Paisdezső | 2005 GP9                 | 3 aprile 2005     | Piszkesteto          |
| 461651 -         | 2005 GM11                | 1º aprile 2005    | LONEOS               |
| 461652 -         | 2005 GM15                | 9 marzo 2005      | Mt. Lemmon Survey    |
| 461653 -         | 2005 GN15                | 2 aprile 2005     | Mt. Lemmon Survey    |
| 461654 -         | 2005 GN24                | 2 aprile 2005     | Mt. Lemmon Survey    |
| 461655 -         | 2005 GB43                | 5 aprile 2005     | LONEOS               |
| 461656 -         | 2005 GH43                | 18 marzo 2005     | LINEAR               |
| 461657 -         | 2005 GE48                | 5 aprile 2005     | Mt. Lemmon Survey    |
| 461658 -         | 2005 GQ57                | 6 aprile 2005     | Mt. Lemmon Survey    |
| 461659 -         | 2005 GT67                | 2 aprile 2005     | Mt. Lemmon Survey    |
| 461660 -         | 2005 GR121               | 6 aprile 2005     | Mt. Lemmon Survey    |
| 461661 -         | 2005 GY123               | 4 marzo 2005      | Mt. Lemmon Survey    |
| 461662 -         | 2005 GG134               | 7 aprile 2005     | Mt. Lemmon Survey    |
| 461663 -         | 2005 GT169               | 12 aprile 2005    | Spacewatch           |
| 461664 -         | 2005 GD177               | 15 aprile 2005    | Spacewatch           |
| 461665 -         | 2005 GM179               | 18 marzo 2005     | CSS                  |
| 461666 -         | 2005 GO182               | 1º aprile 2005    | Spacewatch           |
| 461667 -         | 2005 GO187               | 12 aprile 2005    | Buie, M. W.          |
| 461668 -         | 2005 GY190               | 12 aprile 2005    | Buie, M. W.          |
| 461669 -         | 2005 GX227               | 13 aprile 2005    | CSS                  |
| 461670 -         | 2005 HU5                 | 17 aprile 2005    | Spacewatch           |
| 461671 -         | 2005 JB4                 | 3 maggio 2005     | Spacewatch           |
| 461672 -         | 2005 JM22                | 6 maggio 2005     | Deep Lens Survey     |
| 461673 -         | 2005 JB34                | 4 maggio 2005     | Spacewatch           |
| 461674 -         | 2005 JO45                | 7 maggio 2005     | CSS                  |
| 461675 -         | 2005 JX85                | 11 aprile 2005    | Mt. Lemmon Survey    |
| 461676 -         | 2005 JY89                | 11 maggio 2005    | LINEAR               |
| 461677 -         | 2005 JN100               | 30 aprile 2005    | Spacewatch           |
| 461678 -         | 2005 JU129               | 3 maggio 2005     | Spacewatch           |
| 461679 -         | 2005 LU2                 | 2 giugno 2005     | CSS                  |
| 461680 -         | 2005 LD8                 | 6 giugno 2005     | Siding Spring Survey |
| 461681 -         | 2005 LP14                | 5 giugno 2005     | Spacewatch           |
| 461682 -         | 2005 MF4                 | 16 giugno 2005    | Spacewatch           |
| 461683 -         | 2005 MT9                 | 28 giugno 2005    | NEAT                 |
| 461684 -         | 2005 MY13                | 2 giugno 2005     | CSS                  |
| 461685 -         | 2005 MF17                | 15 giugno 2005    | Mt. Lemmon Survey    |
| 461686 -         | 2005 MV19                | 29 giugno 2005    | Spacewatch           |
| 461687 -         | 2005 MQ49                | 14 maggio 2005    | Spacewatch           |
| 461688 -         | 2005 NV23                | 4 luglio 2005     | Spacewatch           |
| 461689 -         | 2005 NB68                | 14 giugno 2005    | Mt. Lemmon Survey    |
| 461690 -         | 2005 NG125               | 4 luglio 2005     | NEAT                 |
| 461691 -         | 2005 QH4                 | 9 luglio 2005     | CSS                  |
| 461692 -         | 2005 QN7                 | 24 agosto 2005    | NEAT                 |
| 461693 -         | 2005 QX83                | 29 agosto 2005    | LONEOS               |
| 461694 -         | 2005 QV116               | 28 agosto 2005    | Spacewatch           |
| 461695 -         | 2005 QA126               | 28 agosto 2005    | Spacewatch           |
| 461696 -         | 2005 QT128               | 28 agosto 2005    | Spacewatch           |
| 461697 -         | 2005 QK139               | 28 agosto 2005    | Spacewatch           |
| 461698 -         | 2005 QJ157               | 30 agosto 2005    | NEAT                 |
| 461699 -         | 2005 QA161               | 28 agosto 2005    | Spacewatch           |
| 461700 -         | 2005 QW174               | 31 agosto 2005    | LINEAR               |

## 461701-461800
| Nome     | Designazione provvisoria | Data di scoperta  | Scopritore        |
| -------- | ------------------------ | ----------------- | ----------------- |
| 461701 - | 2005 RO13                | 1º settembre 2005 | Spacewatch        |
| 461702 - | 2005 RA31                | 11 settembre 2005 | Spacewatch        |
| 461703 - | 2005 RJ32                | 13 settembre 2005 | Spacewatch        |
| 461704 - | 2005 SL17                | 26 settembre 2005 | Spacewatch        |
| 461705 - | 2005 SV40                | 24 settembre 2005 | Spacewatch        |
| 461706 - | 2005 SX44                | 24 settembre 2005 | Spacewatch        |
| 461707 - | 2005 SS46                | 24 settembre 2005 | Spacewatch        |
| 461708 - | 2005 SA62                | 26 settembre 2005 | Spacewatch        |
| 461709 - | 2005 SG67                | 27 settembre 2005 | Spacewatch        |
| 461710 - | 2005 SK74                | 24 settembre 2005 | Spacewatch        |
| 461711 - | 2005 SS83                | 24 settembre 2005 | Spacewatch        |
| 461712 - | 2005 SJ84                | 24 settembre 2005 | Spacewatch        |
| 461713 - | 2005 SY99                | 25 settembre 2005 | Spacewatch        |
| 461714 - | 2005 ST117               | 28 settembre 2005 | NEAT              |
| 461715 - | 2005 SY118               | 28 settembre 2005 | NEAT              |
| 461716 - | 2005 SA139               | 25 settembre 2005 | Spacewatch        |
| 461717 - | 2005 SQ160               | 27 settembre 2005 | Spacewatch        |
| 461718 - | 2005 SW161               | 27 settembre 2005 | Spacewatch        |
| 461719 - | 2005 SE166               | 28 settembre 2005 | NEAT              |
| 461720 - | 2005 SF175               | 29 settembre 2005 | Spacewatch        |
| 461721 - | 2005 SF211               | 30 settembre 2005 | NEAT              |
| 461722 - | 2005 SO216               | 30 settembre 2005 | Mt. Lemmon Survey |
| 461723 - | 2005 SK230               | 30 settembre 2005 | Mt. Lemmon Survey |
| 461724 - | 2005 TU31                | 1º ottobre 2005   | Spacewatch        |
| 461725 - | 2005 TM35                | 1º ottobre 2005   | Spacewatch        |
| 461726 - | 2005 TH58                | 1º ottobre 2005   | Mt. Lemmon Survey |
| 461727 - | 2005 TM66                | 26 settembre 2005 | Spacewatch        |
| 461728 - | 2005 TX91                | 31 agosto 2005    | Spacewatch        |
| 461729 - | 2005 TS99                | 3 ottobre 2005    | CSS               |
| 461730 - | 2005 TU118               | 26 settembre 2005 | Spacewatch        |
| 461731 - | 2005 TB144               | 24 settembre 2005 | Spacewatch        |
| 461732 - | 2005 TP158               | 9 ottobre 2005    | Spacewatch        |
| 461733 - | 2005 TY159               | 26 settembre 2005 | Spacewatch        |
| 461734 - | 2005 TO166               | 9 ottobre 2005    | Spacewatch        |
| 461735 - | 2005 TG191               | 1º ottobre 2005   | LONEOS            |
| 461736 - | 2005 TH196               | 9 ottobre 2005    | Spacewatch        |
| 461737 - | 2005 UN3                 | 14 ottobre 2005   | LONEOS            |
| 461738 - | 2005 UY11                | 22 ottobre 2005   | Spacewatch        |
| 461739 - | 2005 UY30                | 5 ottobre 2005    | Spacewatch        |
| 461740 - | 2005 UA59                | 24 ottobre 2005   | Spacewatch        |
| 461741 - | 2005 UD62                | 25 ottobre 2005   | Mt. Lemmon Survey |
| 461742 - | 2005 UX95                | 22 ottobre 2005   | Spacewatch        |
| 461743 - | 2005 UW107               | 22 ottobre 2005   | Spacewatch        |
| 461744 - | 2005 UK128               | 1º ottobre 2005   | Mt. Lemmon Survey |
| 461745 - | 2005 UE134               | 25 ottobre 2005   | Spacewatch        |
| 461746 - | 2005 UW152               | 26 ottobre 2005   | Spacewatch        |
| 461747 - | 2005 UV155               | 26 ottobre 2005   | LONEOS            |
| 461748 - | 2005 UU166               | 24 ottobre 2005   | Spacewatch        |
| 461749 - | 2005 UM170               | 24 ottobre 2005   | Spacewatch        |
| 461750 - | 2005 UB172               | 24 ottobre 2005   | Spacewatch        |
| 461751 - | 2005 UX187               | 27 ottobre 2005   | Spacewatch        |
| 461752 - | 2005 UP195               | 1º ottobre 2005   | Mt. Lemmon Survey |
| 461753 - | 2005 UP219               | 25 ottobre 2005   | Spacewatch        |
| 461754 - | 2005 UY225               | 25 ottobre 2005   | Spacewatch        |
| 461755 - | 2005 UA230               | 25 ottobre 2005   | Spacewatch        |
| 461756 - | 2005 UF231               | 25 ottobre 2005   | Spacewatch        |
| 461757 - | 2005 UC237               | 25 ottobre 2005   | Spacewatch        |
| 461758 - | 2005 UG240               | 25 ottobre 2005   | Spacewatch        |
| 461759 - | 2005 UM250               | 23 ottobre 2005   | CSS               |
| 461760 - | 2005 UR250               | 23 ottobre 2005   | CSS               |
| 461761 - | 2005 UG256               | 29 settembre 2005 | Spacewatch        |
| 461762 - | 2005 UW266               | 27 ottobre 2005   | Spacewatch        |
| 461763 - | 2005 UB268               | 27 ottobre 2005   | Mt. Lemmon Survey |
| 461764 - | 2005 UW284               | 26 ottobre 2005   | Spacewatch        |
| 461765 - | 2005 US288               | 26 ottobre 2005   | Spacewatch        |
| 461766 - | 2005 UO292               | 26 ottobre 2005   | Spacewatch        |
| 461767 - | 2005 UK301               | 26 ottobre 2005   | Spacewatch        |
| 461768 - | 2005 UU309               | 28 ottobre 2005   | Mt. Lemmon Survey |
| 461769 - | 2005 UN322               | 27 ottobre 2005   | Mt. Lemmon Survey |
| 461770 - | 2005 UT328               | 22 ottobre 2005   | Spacewatch        |
| 461771 - | 2005 UC377               | 27 ottobre 2005   | Spacewatch        |
| 461772 - | 2005 UL381               | 25 ottobre 2005   | Spacewatch        |
| 461773 - | 2005 UB384               | 22 maggio 2003    | Spacewatch        |
| 461774 - | 2005 US386               | 30 ottobre 2005   | CSS               |
| 461775 - | 2005 UL387               | 30 ottobre 2005   | Mt. Lemmon Survey |
| 461776 - | 2005 UE390               | 29 ottobre 2005   | Mt. Lemmon Survey |
| 461777 - | 2005 UA415               | 25 ottobre 2005   | Spacewatch        |
| 461778 - | 2005 UP430               | 28 ottobre 2005   | Spacewatch        |
| 461779 - | 2005 UM460               | 28 ottobre 2005   | Mt. Lemmon Survey |
| 461780 - | 2005 UE487               | 30 settembre 2005 | LONEOS            |
| 461781 - | 2005 VJ9                 | 28 ottobre 2005   | Spacewatch        |
| 461782 - | 2005 VS11                | 26 ottobre 2005   | Spacewatch        |
| 461783 - | 2005 VE15                | 1º novembre 2005  | LINEAR            |
| 461784 - | 2005 VH19                | 1º ottobre 2005   | Mt. Lemmon Survey |
| 461785 - | 2005 VQ23                | 1º novembre 2005  | Spacewatch        |
| 461786 - | 2005 VF24                | 1º novembre 2005  | Spacewatch        |
| 461787 - | 2005 VP33                | 2 novembre 2005   | Mt. Lemmon Survey |
| 461788 - | 2005 VW35                | 3 novembre 2005   | Mt. Lemmon Survey |
| 461789 - | 2005 VL48                | 5 novembre 2005   | Mt. Lemmon Survey |
| 461790 - | 2005 VD54                | 25 ottobre 2005   | Spacewatch        |
| 461791 - | 2005 VM67                | 1º novembre 2005  | Mt. Lemmon Survey |
| 461792 - | 2005 VU105               | 27 marzo 2003     | Spacewatch        |
| 461793 - | 2005 VE127               | 30 settembre 2005 | Mt. Lemmon Survey |
| 461794 - | 2005 VW131               | 1º novembre 2005  | Becker, A. C.     |
| 461795 - | 2005 WX13                | 22 novembre 2005  | Spacewatch        |
| 461796 - | 2005 WF30                | 21 novembre 2005  | Spacewatch        |
| 461797 - | 2005 WC83                | 25 novembre 2005  | Mt. Lemmon Survey |
| 461798 - | 2005 WR92                | 25 novembre 2005  | Mt. Lemmon Survey |
| 461799 - | 2005 WF116               | 30 novembre 2005  | LINEAR            |
| 461800 - | 2005 XK49                | 2 dicembre 2005   | Spacewatch        |

## 461801-461900
| Nome     | Designazione provvisoria | Data di scoperta | Scopritore           |
| -------- | ------------------------ | ---------------- | -------------------- |
| 461801 - | 2005 YH5                 | 29 novembre 2005 | Spacewatch           |
| 461802 - | 2005 YE13                | 22 dicembre 2005 | Spacewatch           |
| 461803 - | 2005 YG14                | 22 dicembre 2005 | Spacewatch           |
| 461804 - | 2005 YM17                | 1º ottobre 2005  | Mt. Lemmon Survey    |
| 461805 - | 2005 YY26                | 22 dicembre 2005 | Spacewatch           |
| 461806 - | 2005 YL43                | 24 dicembre 2005 | Spacewatch           |
| 461807 - | 2005 YG67                | 26 dicembre 2005 | Spacewatch           |
| 461808 - | 2005 YZ73                | 24 dicembre 2005 | Spacewatch           |
| 461809 - | 2005 YU76                | 24 dicembre 2005 | Spacewatch           |
| 461810 - | 2005 YP132               | 26 dicembre 2005 | Spacewatch           |
| 461811 - | 2005 YK179               | 26 dicembre 2005 | Mt. Lemmon Survey    |
| 461812 - | 2005 YW193               | 30 dicembre 2005 | Spacewatch           |
| 461813 - | 2005 YJ204               | 25 dicembre 2005 | Mt. Lemmon Survey    |
| 461814 - | 2005 YB227               | 8 dicembre 2005  | Spacewatch           |
| 461815 - | 2005 YF258               | 21 dicembre 2005 | Spacewatch           |
| 461816 - | 2006 AP39                | 2 dicembre 2005  | Mt. Lemmon Survey    |
| 461817 - | 2006 AH42                | 6 gennaio 2006   | Spacewatch           |
| 461818 - | 2006 AH50                | 4 dicembre 2005  | Mt. Lemmon Survey    |
| 461819 - | 2006 AX50                | 28 dicembre 2005 | Spacewatch           |
| 461820 - | 2006 AU78                | 4 gennaio 2006   | Spacewatch           |
| 461821 - | 2006 BD42                | 23 gennaio 2006  | Spacewatch           |
| 461822 - | 2006 BB72                | 23 gennaio 2006  | Spacewatch           |
| 461823 - | 2006 BD73                | 23 gennaio 2006  | Spacewatch           |
| 461824 - | 2006 BE76                | 23 gennaio 2006  | Spacewatch           |
| 461825 - | 2006 BP76                | 23 gennaio 2006  | Spacewatch           |
| 461826 - | 2006 BN129               | 7 gennaio 2006   | Mt. Lemmon Survey    |
| 461827 - | 2006 BG130               | 26 gennaio 2006  | Spacewatch           |
| 461828 - | 2006 BH135               | 27 gennaio 2006  | Mt. Lemmon Survey    |
| 461829 - | 2006 BS175               | 27 gennaio 2006  | Spacewatch           |
| 461830 - | 2006 BA182               | 27 gennaio 2006  | Mt. Lemmon Survey    |
| 461831 - | 2006 BD207               | 31 gennaio 2006  | Mt. Lemmon Survey    |
| 461832 - | 2006 BR263               | 31 gennaio 2006  | Spacewatch           |
| 461833 - | 2006 BH276               | 31 gennaio 2006  | Spacewatch           |
| 461834 - | 2006 BT281               | 23 gennaio 2006  | Spacewatch           |
| 461835 - | 2006 BB284               | 30 gennaio 2006  | Spacewatch           |
| 461836 - | 2006 CH                  | 1º febbraio 2006 | CSS                  |
| 461837 - | 2006 DQ24                | 30 gennaio 2006  | Spacewatch           |
| 461838 - | 2006 DU35                | 7 febbraio 2006  | Mt. Lemmon Survey    |
| 461839 - | 2006 DB133               | 25 febbraio 2006 | Spacewatch           |
| 461840 - | 2006 DD138               | 25 febbraio 2006 | Spacewatch           |
| 461841 - | 2006 DD143               | 25 febbraio 2006 | Spacewatch           |
| 461842 - | 2006 DK147               | 25 febbraio 2006 | Mt. Lemmon Survey    |
| 461843 - | 2006 DN174               | 27 febbraio 2006 | Spacewatch           |
| 461844 - | 2006 DC180               | 22 febbraio 2006 | CSS                  |
| 461845 - | 2006 DD189               | 27 febbraio 2006 | Spacewatch           |
| 461846 - | 2006 ET18                | 2 marzo 2006     | Spacewatch           |
| 461847 - | 2006 EX49                | 4 marzo 2006     | Spacewatch           |
| 461848 - | 2006 ER50                | 2 febbraio 2006  | Mt. Lemmon Survey    |
| 461849 - | 2006 EX62                | 5 marzo 2006     | Spacewatch           |
| 461850 - | 2006 FK15                | 23 marzo 2006    | Mt. Lemmon Survey    |
| 461851 - | 2006 FT29                | 24 marzo 2006    | Mt. Lemmon Survey    |
| 461852 - | 2006 GY2                 | 9 aprile 2006    | LINEAR               |
| 461853 - | 2006 GN5                 | 2 aprile 2006    | Spacewatch           |
| 461854 - | 2006 GA19                | 2 aprile 2006    | Spacewatch           |
| 461855 - | 2006 GK28                | 2 aprile 2006    | Spacewatch           |
| 461856 - | 2006 GO46                | 8 aprile 2006    | Spacewatch           |
| 461857 - | 2006 HM15                | 20 aprile 2006   | Spacewatch           |
| 461858 - | 2006 HX18                | 18 aprile 2006   | Spacewatch           |
| 461859 - | 2006 HP21                | 20 aprile 2006   | Spacewatch           |
| 461860 - | 2006 HE32                | 19 aprile 2006   | Spacewatch           |
| 461861 - | 2006 HW39                | 21 aprile 2006   | Spacewatch           |
| 461862 - | 2006 HE52                | 25 marzo 2006    | Spacewatch           |
| 461863 - | 2006 HV72                | 25 aprile 2006   | Spacewatch           |
| 461864 - | 2006 HP80                | 26 aprile 2006   | Spacewatch           |
| 461865 - | 2006 HM83                | 26 aprile 2006   | Spacewatch           |
| 461866 - | 2006 HA94                | 29 aprile 2006   | Spacewatch           |
| 461867 - | 2006 HT95                | 30 aprile 2006   | Spacewatch           |
| 461868 - | 2006 HV95                | 30 aprile 2006   | Spacewatch           |
| 461869 - | 2006 HA97                | 30 aprile 2006   | Spacewatch           |
| 461870 - | 2006 HQ104               | 30 aprile 2006   | Spacewatch           |
| 461871 - | 2006 HU106               | 30 aprile 2006   | Spacewatch           |
| 461872 - | 2006 HY152               | 26 aprile 2006   | Spacewatch           |
| 461873 - | 2006 JZ4                 | 27 marzo 2006    | Siding Spring Survey |
| 461874 - | 2006 JP9                 | 1º maggio 2006   | Spacewatch           |
| 461875 - | 2006 JE11                | 1º maggio 2006   | Spacewatch           |
| 461876 - | 2006 JM22                | 2 maggio 2006    | Spacewatch           |
| 461877 - | 2006 JT32                | 21 aprile 2006   | Spacewatch           |
| 461878 - | 2006 JB34                | 24 aprile 2006   | Mt. Lemmon Survey    |
| 461879 - | 2006 JM39                | 26 aprile 2006   | Mt. Lemmon Survey    |
| 461880 - | 2006 JB43                | 2 maggio 2006    | Spacewatch           |
| 461881 - | 2006 JQ48                | 8 maggio 2006    | Spacewatch           |
| 461882 - | 2006 JY53                | 7 maggio 2006    | Mt. Lemmon Survey    |
| 461883 - | 2006 KP3                 | 25 marzo 2006    | Spacewatch           |
| 461884 - | 2006 KO7                 | 9 maggio 2006    | Mt. Lemmon Survey    |
| 461885 - | 2006 KE8                 | 19 maggio 2006   | Mt. Lemmon Survey    |
| 461886 - | 2006 KT15                | 20 maggio 2006   | Spacewatch           |
| 461887 - | 2006 KB30                | 7 maggio 2006    | Mt. Lemmon Survey    |
| 461888 - | 2006 KJ30                | 20 maggio 2006   | Spacewatch           |
| 461889 - | 2006 KA31                | 5 maggio 2006    | Spacewatch           |
| 461890 - | 2006 KR32                | 20 maggio 2006   | Spacewatch           |
| 461891 - | 2006 KV33                | 20 maggio 2006   | Spacewatch           |
| 461892 - | 2006 KG67                | 8 maggio 2006    | Mt. Lemmon Survey    |
| 461893 - | 2006 KD73                | 23 maggio 2006   | Spacewatch           |
| 461894 - | 2006 KN88                | 24 maggio 2006   | Spacewatch           |
| 461895 - | 2006 KU89                | 29 maggio 2006   | LINEAR               |
| 461896 - | 2006 KM90                | 24 maggio 2006   | Mt. Lemmon Survey    |
| 461897 - | 2006 KG93                | 25 maggio 2006   | Spacewatch           |
| 461898 - | 2006 KR96                | 25 maggio 2006   | Spacewatch           |
| 461899 - | 2006 LN6                 | 4 giugno 2006    | Mt. Lemmon Survey    |
| 461900 - | 2006 MX11                | 8 maggio 2006    | Mt. Lemmon Survey    |

## 461901-462000
| Nome             | Designazione provvisoria | Data di scoperta  | Scopritore            |
| ---------------- | ------------------------ | ----------------- | --------------------- |
| 461901 -         | 2006 OR5                 | 22 luglio 2006    | Mt. Lemmon Survey     |
| 461902 -         | 2006 OT13                | 25 luglio 2006    | NEAT                  |
| 461903 -         | 2006 PL11                | 13 agosto 2006    | NEAT                  |
| 461904 -         | 2006 PG20                | 14 agosto 2006    | Siding Spring Survey  |
| 461905 -         | 2006 PL22                | 15 agosto 2006    | Lin, C.-S., Ye, Q.-z. |
| 461906 -         | 2006 PK24                | 12 agosto 2006    | NEAT                  |
| 461907 -         | 2006 QF2                 | 17 agosto 2006    | NEAT                  |
| 461908 -         | 2006 QW27                | 20 agosto 2006    | NEAT                  |
| 461909 -         | 2006 QL53                | 24 agosto 2006    | NEAT                  |
| 461910 -         | 2006 QX95                | 16 agosto 2006    | NEAT                  |
| 461911 -         | 2006 QS123               | 28 agosto 2006    | CSS                   |
| 461912 -         | 2006 RG2                 | 14 settembre 2006 | CSS                   |
| 461913 -         | 2006 RQ20                | 21 luglio 2006    | Mt. Lemmon Survey     |
| 461914 -         | 2006 RD38                | 12 settembre 2006 | CSS                   |
| 461915 -         | 2006 RM59                | 15 settembre 2006 | Spacewatch            |
| 461916 -         | 2006 RX72                | 15 settembre 2006 | Spacewatch            |
| 461917 -         | 2006 RX97                | 15 settembre 2006 | Spacewatch            |
| 461918 -         | 2006 RJ108               | 14 settembre 2006 | Masiero, J.           |
| 461919 -         | 2006 SR1                 | 16 settembre 2006 | Spacewatch            |
| 461920 -         | 2006 SD18                | 17 settembre 2006 | Spacewatch            |
| 461921 -         | 2006 ST25                | 16 settembre 2006 | LONEOS                |
| 461922 -         | 2006 SF29                | 17 settembre 2006 | Spacewatch            |
| 461923 -         | 2006 SS56                | 28 luglio 2006    | Siding Spring Survey  |
| 461924 -         | 2006 ST65                | 19 settembre 2006 | Spacewatch            |
| 461925 -         | 2006 SM100               | 19 settembre 2006 | Spacewatch            |
| 461926 -         | 2006 SA143               | 19 settembre 2006 | Spacewatch            |
| 461927 -         | 2006 SA149               | 19 settembre 2006 | Spacewatch            |
| 461928 -         | 2006 SF149               | 19 settembre 2006 | Spacewatch            |
| 461929 -         | 2006 SB157               | 23 settembre 2006 | Spacewatch            |
| 461930 -         | 2006 SA160               | 23 settembre 2006 | Spacewatch            |
| 461931 -         | 2006 SY161               | 24 settembre 2006 | Spacewatch            |
| 461932 -         | 2006 SG163               | 24 settembre 2006 | Spacewatch            |
| 461933 -         | 2006 SC174               | 8 marzo 2005      | Mt. Lemmon Survey     |
| 461934 -         | 2006 SS211               | 18 settembre 2006 | CSS                   |
| 461935 -         | 2006 SQ214               | 27 settembre 2006 | LINEAR                |
| 461936 -         | 2006 SP215               | 17 settembre 2006 | Spacewatch            |
| 461937 -         | 2006 SW247               | 29 agosto 2006    | CSS                   |
| 461938 -         | 2006 ST252               | 26 settembre 2006 | Spacewatch            |
| 461939 -         | 2006 SM275               | 27 settembre 2006 | Mt. Lemmon Survey     |
| 461940 -         | 2006 SH286               | 19 settembre 2006 | CSS                   |
| 461941 -         | 2006 SA299               | 26 settembre 2006 | Spacewatch            |
| 461942 -         | 2006 SX314               | 17 settembre 2006 | Spacewatch            |
| 461943 -         | 2006 SM326               | 27 settembre 2006 | Spacewatch            |
| 461944 -         | 2006 SR365               | 30 settembre 2006 | Mt. Lemmon Survey     |
| 461945 -         | 2006 SX365               | 30 settembre 2006 | Mt. Lemmon Survey     |
| 461946 -         | 2006 SF393               | 28 settembre 2006 | Mt. Lemmon Survey     |
| 461947 -         | 2006 SO402               | 25 settembre 2006 | Mt. Lemmon Survey     |
| 461948 -         | 2006 SQ402               | 25 settembre 2006 | Mt. Lemmon Survey     |
| 461949 -         | 2006 TM5                 | 2 ottobre 2006    | Mt. Lemmon Survey     |
| 461950 -         | 2006 TP9                 | 13 ottobre 2006   | Eskridge              |
| 461951 -         | 2006 TT24                | 12 ottobre 2006   | Spacewatch            |
| 461952 -         | 2006 TC43                | 12 ottobre 2006   | Spacewatch            |
| 461953 -         | 2006 TY49                | 12 ottobre 2006   | NEAT                  |
| 461954 -         | 2006 TP79                | 13 ottobre 2006   | Spacewatch            |
| 461955 -         | 2006 TV87                | 13 ottobre 2006   | Spacewatch            |
| 461956 -         | 2006 TO90                | 13 ottobre 2006   | Spacewatch            |
| 461957 -         | 2006 UY28                | 26 settembre 2006 | Mt. Lemmon Survey     |
| 461958 -         | 2006 UW51                | 28 settembre 2006 | Mt. Lemmon Survey     |
| 461959 -         | 2006 UV53                | 27 settembre 2006 | Mt. Lemmon Survey     |
| 461960 -         | 2006 UR61                | 19 ottobre 2006   | CSS                   |
| 461961 -         | 2006 UO62                | 19 ottobre 2006   | Spacewatch            |
| 461962 -         | 2006 UF64                | 23 ottobre 2006   | LINEAR                |
| 461963 -         | 2006 UK84                | 28 settembre 2006 | Mt. Lemmon Survey     |
| 461964 -         | 2006 UB107               | 30 settembre 2006 | Mt. Lemmon Survey     |
| 461965 -         | 2006 UQ111               | 11 ottobre 2006   | Spacewatch            |
| 461966 -         | 2006 UQ122               | 19 ottobre 2006   | Spacewatch            |
| 461967 -         | 2006 UR129               | 27 settembre 2006 | Mt. Lemmon Survey     |
| 461968 -         | 2006 UJ148               | 30 settembre 2006 | Mt. Lemmon Survey     |
| 461969 -         | 2006 UD159               | 19 settembre 2006 | Spacewatch            |
| 461970 -         | 2006 UU165               | 21 ottobre 2006   | Mt. Lemmon Survey     |
| 461971 -         | 2006 UF201               | 21 ottobre 2006   | Spacewatch            |
| 461972 -         | 2006 UG235               | 23 ottobre 2006   | Spacewatch            |
| 461973 -         | 2006 UA252               | 27 ottobre 2006   | Mt. Lemmon Survey     |
| 461974 -         | 2006 UA330               | 16 ottobre 2006   | Becker, A. C.         |
| 461975 -         | 2006 UD334               | 16 ottobre 2006   | Spacewatch            |
| 461976 -         | 2006 UQ345               | 23 ottobre 2006   | Mt. Lemmon Survey     |
| 461977 -         | 2006 VD31                | 28 settembre 2006 | Mt. Lemmon Survey     |
| 461978 -         | 2006 VG61                | 27 settembre 2006 | Mt. Lemmon Survey     |
| 461979 -         | 2006 VH71                | 28 settembre 2006 | Mt. Lemmon Survey     |
| 461980 -         | 2006 VG78                | 23 ottobre 2006   | Mt. Lemmon Survey     |
| 461981 Chuyouhua | 2006 VO81                | 12 novembre 2006  | Lin, H.-C., Ye, Q.-z. |
| 461982 -         | 2006 VQ111               | 13 novembre 2006  | Spacewatch            |
| 461983 -         | 2006 VW116               | 4 ottobre 2006    | Mt. Lemmon Survey     |
| 461984 -         | 2006 VP124               | 20 ottobre 2006   | Mt. Lemmon Survey     |
| 461985 -         | 2006 VL151               | 9 novembre 2006   | NEAT                  |
| 461986 -         | 2006 VN169               | 11 novembre 2006  | Spacewatch            |
| 461987 -         | 2006 VZ169               | 11 novembre 2006  | Spacewatch            |
| 461988 -         | 2006 WK                  | 27 settembre 2006 | Mt. Lemmon Survey     |
| 461989 -         | 2006 WZ35                | 23 ottobre 2006   | Mt. Lemmon Survey     |
| 461990 -         | 2006 WM41                | 16 novembre 2006  | Spacewatch            |
| 461991 -         | 2006 WR42                | 16 novembre 2006  | Spacewatch            |
| 461992 -         | 2006 WD55                | 16 novembre 2006  | Spacewatch            |
| 461993 -         | 2006 WA94                | 22 ottobre 2006   | Mt. Lemmon Survey     |
| 461994 -         | 2006 WJ95                | 28 settembre 2006 | Mt. Lemmon Survey     |
| 461995 -         | 2006 WA109               | 19 novembre 2006  | Spacewatch            |
| 461996 -         | 2006 WB112               | 19 novembre 2006  | Spacewatch            |
| 461997 -         | 2006 WS130               | 11 ottobre 2006   | Siding Spring Survey  |
| 461998 -         | 2006 WW139               | 11 novembre 2006  | Spacewatch            |
| 461999 -         | 2006 WM143               | 20 novembre 2006  | Spacewatch            |
| 462000 -         | 2006 WM146               | 10 novembre 2006  | Spacewatch            |